# Liga Światowa w Piłce Siatkowej 2010 (mecz o 3. miejsce)
Mecz o 3. miejsce rozegrany został 25 lipca.

## Mecz
| 25 lipca 2010 | Serbia                  | 3:2 (28:30, 25:20, 22:25, 25:22, 15:12) | Kuba                 | Orfeo Superdomo, Cordoba                       |  |
| 17:40         | Nikola Kovačević 25 pkt | raport                                  | Wilfredo León 20 pkt | Widzów: 3 500 Sędziowie: O. Sakaide i B. Hobor |  |

## Mecz o 3. miejsce
Niedziela, 25 lipca 2010

17:40 (UTC-3) - Orfeo Superdomo, Cordoba - Widzów: 3 500
| Serbia                  | 3:2 (28:30, 25:20, 22:25, 25:22, 15:12) | Kuba                 |
| Nikola Kovačević 25 pkt | raport                                  | Wilfredo León 20 pkt |

|                |    |                   |        |
|                |    |                   |        |
| P              | 1  | Nikola Kovačević  | 25 pkt |
| P              | 4  | Bojan Janić       | 12 pkt |
| R              | 5  | Vlado Petković    | 1 pkt  |
| Ś              | 7  | Dragan Stanković  | 12 pkt |
| A              | 15 | Saša Starović     | 21 pkt |
| Ś              | 18 | Marko Podraščanin | 18 pkt |
| L              | 19 | Nikola Rosić      |        |
| Zmiany:        |    |                   |        |
| P              | 6  | Miloš Terzić      |        |
| P              | 10 | Miloš Nikić       |        |
| R              | 11 | Mihajlo Mitić     | 1 pkt  |
| A              | 13 | Tomislav Dokić    |        |
| Ś              | 17 | Borislav Petrović |        |
| Trener:        |    |                   |        |
| Igor Kolaković |    |                   |        |

| Wyjściowe ustawienia drużyn w 1. secie                                                                                     |
| --- |
| \| Janić Stanković Starović Kovačević Podraščanin Petković Rosić Camejo Hernandez Leal Simón Hierrezuelo León Gutierrez \| |
| |
| Janić Stanković Starović Kovačević Podraščanin Petković Rosić Camejo Hernandez Leal Simón Hierrezuelo León Gutierrez       |

| Janić Stanković Starović Kovačević Podraščanin Petković Rosić Camejo Hernandez Leal Simón Hierrezuelo León Gutierrez |

| Wyjściowe ustawienia drużyn w 2. secie                                                                                     |
| --- |
| \| Janić Stanković Starović Kovačević Podraščanin Petković Rosić Camejo Hernandez Leal Simón Hierrezuelo León Gutierrez \| |
| |
| Janić Stanković Starović Kovačević Podraščanin Petković Rosić Camejo Hernandez Leal Simón Hierrezuelo León Gutierrez       |

| Janić Stanković Starović Kovačević Podraščanin Petković Rosić Camejo Hernandez Leal Simón Hierrezuelo León Gutierrez |

| Wyjściowe ustawienia drużyn w 3. secie                                                                                     |
| --- |
| \| Janić Stanković Starović Kovačević Podraščanin Petković Rosić Camejo Hernandez Leal Simón Hierrezuelo León Gutierrez \| |
| |
| Janić Stanković Starović Kovačević Podraščanin Petković Rosić Camejo Hernandez Leal Simón Hierrezuelo León Gutierrez       |

| Janić Stanković Starović Kovačević Podraščanin Petković Rosić Camejo Hernandez Leal Simón Hierrezuelo León Gutierrez |

| Wyjściowe ustawienia drużyn w 4. secie                                                                                     |
| --- |
| \| Janić Stanković Starović Kovačević Podraščanin Petković Rosić Camejo Hernandez Leal Simón Hierrezuelo León Gutierrez \| |
| |
| Janić Stanković Starović Kovačević Podraščanin Petković Rosić Camejo Hernandez Leal Simón Hierrezuelo León Gutierrez       |

| Janić Stanković Starović Kovačević Podraščanin Petković Rosić Camejo Hernandez Leal Simón Hierrezuelo León Gutierrez |

| Wyjściowe ustawienia drużyn w 5. secie                                                                                     |
| --- |
| \| Janić Stanković Starović Kovačević Podraščanin Petković Rosić Camejo Hernandez Leal Simón Hierrezuelo León Gutierrez \| |
| |
| Janić Stanković Starović Kovačević Podraščanin Petković Rosić Camejo Hernandez Leal Simón Hierrezuelo León Gutierrez       |

| Janić Stanković Starović Kovačević Podraščanin Petković Rosić Camejo Hernandez Leal Simón Hierrezuelo León Gutierrez |

|                           |    |                     |        |
|                           |    |                     |        |
| P                         | 1  | Wilfredo León       | 20 pkt |
| P                         | 4  | Joandry Leal        | 17 pkt |
| L                         | 6  | Keibir Gutierrez    |        |
| Ś                         | 7  | Osmany Camejo       | 8 pkt  |
| Ś                         | 13 | Roberlandy Simón    | 12 pkt |
| R                         | 14 | Raydel Hierrezuelo  | 4 pkt  |
| A                         | 19 | Fernando Hernandez  | 16 pkt |
| Zmiany:                   |    |                     |        |
| P                         | 3  | Alvarez Leyva       |        |
| A                         | 8  | Rolando Cepeda      |        |
| P                         | 12 | Henry Bell Cisnero  |        |
| Ś                         | 16 | Isbel Mesa Sandobal |        |
| R                         | 18 | Yoandri Díaz        |        |
| Trener:                   |    |                     |        |
| Orlando Samuels Blackwood |    |                     |        |

|                |    |                   |        |
|                |    |                   |        |
| P              | 1  | Nikola Kovačević  | 25 pkt |
| P              | 4  | Bojan Janić       | 12 pkt |
| R              | 5  | Vlado Petković    | 1 pkt  |
| Ś              | 7  | Dragan Stanković  | 12 pkt |
| A              | 15 | Saša Starović     | 21 pkt |
| Ś              | 18 | Marko Podraščanin | 18 pkt |
| L              | 19 | Nikola Rosić      |        |
| Zmiany:        |    |                   |        |
| P              | 6  | Miloš Terzić      |        |
| P              | 10 | Miloš Nikić       |        |
| R              | 11 | Mihajlo Mitić     | 1 pkt  |
| A              | 13 | Tomislav Dokić    |        |
| Ś              | 17 | Borislav Petrović |        |
| Trener:        |    |                   |        |
| Igor Kolaković |    |                   |        |

| Wyjściowe ustawienia drużyn w 1. secie                                                                                     |
| --- |
| \| Janić Stanković Starović Kovačević Podraščanin Petković Rosić Camejo Hernandez Leal Simón Hierrezuelo León Gutierrez \| |
| |
| Janić Stanković Starović Kovačević Podraščanin Petković Rosić Camejo Hernandez Leal Simón Hierrezuelo León Gutierrez       |

| Janić Stanković Starović Kovačević Podraščanin Petković Rosić Camejo Hernandez Leal Simón Hierrezuelo León Gutierrez |

| Wyjściowe ustawienia drużyn w 2. secie                                                                                     |
| --- |
| \| Janić Stanković Starović Kovačević Podraščanin Petković Rosić Camejo Hernandez Leal Simón Hierrezuelo León Gutierrez \| |
| |
| Janić Stanković Starović Kovačević Podraščanin Petković Rosić Camejo Hernandez Leal Simón Hierrezuelo León Gutierrez       |

| Janić Stanković Starović Kovačević Podraščanin Petković Rosić Camejo Hernandez Leal Simón Hierrezuelo León Gutierrez |

| Wyjściowe ustawienia drużyn w 3. secie                                                                                     |
| --- |
| \| Janić Stanković Starović Kovačević Podraščanin Petković Rosić Camejo Hernandez Leal Simón Hierrezuelo León Gutierrez \| |
| |
| Janić Stanković Starović Kovačević Podraščanin Petković Rosić Camejo Hernandez Leal Simón Hierrezuelo León Gutierrez       |

| Janić Stanković Starović Kovačević Podraščanin Petković Rosić Camejo Hernandez Leal Simón Hierrezuelo León Gutierrez |

| Wyjściowe ustawienia drużyn w 4. secie                                                                                     |
| --- |
| \| Janić Stanković Starović Kovačević Podraščanin Petković Rosić Camejo Hernandez Leal Simón Hierrezuelo León Gutierrez \| |
| |
| Janić Stanković Starović Kovačević Podraščanin Petković Rosić Camejo Hernandez Leal Simón Hierrezuelo León Gutierrez       |

| Janić Stanković Starović Kovačević Podraščanin Petković Rosić Camejo Hernandez Leal Simón Hierrezuelo León Gutierrez |

| Wyjściowe ustawienia drużyn w 5. secie                                                                                     |
| --- |
| \| Janić Stanković Starović Kovačević Podraščanin Petković Rosić Camejo Hernandez Leal Simón Hierrezuelo León Gutierrez \| |
| |
| Janić Stanković Starović Kovačević Podraščanin Petković Rosić Camejo Hernandez Leal Simón Hierrezuelo León Gutierrez       |

| Janić Stanković Starović Kovačević Podraščanin Petković Rosić Camejo Hernandez Leal Simón Hierrezuelo León Gutierrez |

|                           |    |                     |        |
|                           |    |                     |        |
| P                         | 1  | Wilfredo León       | 20 pkt |
| P                         | 4  | Joandry Leal        | 17 pkt |
| L                         | 6  | Keibir Gutierrez    |        |
| Ś                         | 7  | Osmany Camejo       | 8 pkt  |
| Ś                         | 13 | Roberlandy Simón    | 12 pkt |
| R                         | 14 | Raydel Hierrezuelo  | 4 pkt  |
| A                         | 19 | Fernando Hernandez  | 16 pkt |
| Zmiany:                   |    |                     |        |
| P                         | 3  | Alvarez Leyva       |        |
| A                         | 8  | Rolando Cepeda      |        |
| P                         | 12 | Henry Bell Cisnero  |        |
| Ś                         | 16 | Isbel Mesa Sandobal |        |
| R                         | 18 | Yoandri Díaz        |        |
| Trener:                   |    |                     |        |
| Orlando Samuels Blackwood |    |                     |        |

- I sędzia:  O. Sakaide
- II sędzia:  B. Hobor
- Czas trwania meczu: 123 min